# God tro
God tro (latin: Bona fide) er et begreb indenfor juraen, der betegner en parts undskyldelige uvidenhed om et bestemt forhold. Hvis man vurderes at have været i god tro, holdes man som udgangspunkt ikke ansvarlig for det pågældende forhold, selv om det de facto var ulovligt. Det afgørende i den sammenhæng er en vurdering af, hvad en bonus pater familias – en fornuftig person – ville have gjort i samme konkrete situation.
Modsætningen til god tro er ond tro, som forudsætter, at den pågældende part kende til eller burde kende til et bestemt forhold.
God tro er et grundlæggende princip ved blandt andet indgåelsen af kontrakter samt ved køb og salg af varer og serviceydelser.

## Eksempler
- Man køber en vare eller en ejendom af en person, som man antager ejer varen eller ejendommen og derfor er berettiget til at sælge den
- Man modtager og belåner en pant i den tro, at pantsætteren virkelig ejer den